# Edmund Glaise-Horstenau
Edmund Glaise von Horstenau (ur. 27 lutego 1882 w Braunau am Inn, zm. 20 lipca 1946 w obozie Langwasser koło Norymbergi) – austriacki wojskowy, historyk i polityk, działacz ruchu narodowosocjalistycznego.

## Życiorys
Pochodził z rodziny oficerskiej, ukończył akademię wojskową. Od 1903 r. w służbie w armii austro-węgierskiej. Od 1910 r. w sztabie generalnym armii. Po wybuchu I wojny światowej początkowo krótko na froncie w Galicji, a w latach 1915–1918 kierował działem dowództwa naczelnego zajmującym się redagowaniem informacji z frontu. Od 1918 r. w archiwum wojskowym, jednocześnie podjął studia historyczne. W latach 1925–1938 pełnił funkcję dyrektora archiwum wojskowego. Był autorem wielu publikacji dotyczących historii wojskowości austriackiej w końcu XIX i na początku XX w., od 1934 wykładał na Uniwersyteckie Wiedeńskim, został także członkiem akademii nauk w Monachium i Wiedniu.
W latach 30. zaangażował się na arenie politycznej, pełniąc różne funkcje publiczne. Zwolennik zjednoczenia Austrii z Niemcami, związany z austriackimi narodowymi socjalistami (choć mający na nich niewielki wpływ). W latach 1936–1938 piastował stanowisko ministra w rządzie Kurta Schuschnigga (początkowo bez teki, potem spraw wewnętrznych, w 1938 r. wojska) – pełnił funkcję swego rodzaju łącznika pomiędzy Schuschniggiem i Hitlerem. Od 11 do 13 marca 1938 r. wicekanclerz w rządzie Arthura Seyss-Inquarta, który „zaprosił” Niemcy do Anschlussu Austrii. Po Anschlussie krótko pełnił funkcje administracyjne w Austrii, a także był członkiem parlamentu Rzeszy. Po wybuchu wojny jako „generał do specjalnych poruczeń” pełnił różne funkcje; w latach 1941–1944 był hitlerowskim komendantem wojskowym na terytorium Niepodległego Państwa Chorwackiego. Wskutek interwencji Ante Pavelicia (wywołanej sprzeciwem Glaise-Horstenaua wobec zbrodni popełnianych przez ustaszy) zwolniony z tej funkcji. Świadek podczas procesu norymberskiego. Popełnił samobójstwo.
Autor kilku książek (m.in. Upadek Austro-Węgier). W latach 80. XX w. wydane zostały jego wspomnienia, spisane pod koniec życia.